# Héctor Acuña
Héctor Acuña, vollständiger Name Héctor Fabián Acuña Maciel, (* 27. Oktober 1981 in Villa del Cerro, Montevideo) ist ein ehemaliger uruguayischer Fußballspieler.

## Karriere
Der im Barrio Villa del Cerro geborene, nach Angaben seines Vereins 1,64 Meter große Offensivakteur „Romario“ Acuña wuchs bis zu seinem 14. Lebensjahr in Cerro Norte auf und spielte im baby fútbol sieben Jahre lang bei Cerromar.
Er stand zu Beginn seiner Profikarriere von 2000 bis einschließlich der Clausura 2002 bei den Rampla Juniors unter Vertrag. In der Zweitligasaison 2002 wurde er dort in 27 Spielen eingesetzt und erzielte zehn Treffer. Sodann wechselte er innerhalb der Segunda División zum Club Atlético Rentistas. In der Spielzeit 2003 absolvierte er 24 Spiele, schoss vier Tore und stieg mit der Mannschaft in die Primera División auf. Die folgende Erstligasaison 2004 bestritt er ebenfalls in Reihen der Montevideaner. In dieser sind für ihn 30 Erstligaeinsätze und sechs Tore verzeichnet. 2005 war er in Chile bei Santiago Morning aktiv. Dort trug er in der Primera B mit sechs erzielten Toren zum Aufstieg bei. Zu seinen Mitspielern zählte mit Esteban Paredes der Torschützenkönig jener Saison. Anschließend kehrte er zu Rentistas zurück. 2005/06 lief er noch in 15 Ligaspielen (sieben Tore) auf. In der Erstligaspielzeit 2006/07 weist seine Einsatzstatistik 30 absolvierte Erstligabegegnungen und sechs Treffer aus. 2007/08 spielte er bei Liverpool Montevideo und bestritt 29 Partien (neun Tore) in der Primera División.
In der Apertura 2008, Clausura 2009 und Apertura 2009 lief er in insgesamt 36 Partien für den mexikanischen Verein Dorados de Sinaloa auf. Andere Quellen weisen dort für ihn in den Spielzeiten 2008/09 und 2009/10 40 Spiele aus. Siebenmal traf er ins gegnerische Tor. In der Clausura 2010 stand er wieder in Reihen von Liverpool Montevideo. 14 Spiele und zwei Tore werden in der Statistik dort für ihn geführt. Nach 14 Einsätzen, andere Quellen nennen lediglich 13, und zwei Treffern in der Apertura 2010 bei Miramar Misiones zog er zu dessen Erstligakonkurrenten Racing weiter, wo er in der Clausura 2011 aktiv war. Er kam zehnmal in der Liga zum Einsatz und schoss ein Tor. Ende Juli 2011 schloss er sich sodann dem honduranischen Klub CD Marathón an, für den er zwei Ligatore bei zehn Einsätzen erzielte, kehrte aber bereits 2012 nach Uruguay zurück. Dort war der Club Sportivo Cerrito sein nächster Arbeitgeber. Die dortige Bilanz weist sieben Spiele und vier Treffer für ihn aus. Im Jahr 2012 wurde er dann zu El Tanque Sisley transferiert und zeigte sich mit elf Toren in 15 Ligaeinsätzen erneut äußerst treffsicher. 2013 wechselte er nach Argentinien zu Gimnasia y Esgrima La Plata, bestritt dort allerdings lediglich vier Spiele und blieb ohne persönlichen Torerfolg. Zur Spielzeit 2013/14 wechselte er zum Club Atlético Cerro. In jener Saison kam er dort bis zum Abschluss der Clausura 2014 zu 25 Einsätzen in der Primera División und erzielte 20 Treffer. Mit dieser Trefferausbeute war er nicht nur erfolgreichster Schütze seines Teams und erzielte fast die Hälfte der insgesamt 44 Tore seiner Mannschaft. Er wurde auch Torschützenkönig der Saison.
Im Mai 2014 vermeldete der kolumbianische Verein Deportes Tolima die Verpflichtung von Acuña. In jenem Jahr gewann er mit den Kolumbianern die Copa Colombia. Dort lief er in 33 Partien (fünf Tore) der Primera A und 16 Spielen (fünf Tore) der Copa Colombia auf. Zur Apertura 2015 schloss er sich dem uruguayischen Erstligisten Defensor Sporting an. Bei den Montevideanern bestritt er bislang (Stand: 9. August 2017) saisonübergreifend 37 Erstligaspiele und schoss sechs Tore (2015/16: 22/5, 2016: 8/1; 2017: 7/0). Zudem stehen sieben Begegnungen (zwei Tore) in der Copa Sudamericana 2015 und eine (kein Tor) in der Copa Sudamericana 2017 für ihn zu Buche.

## Erfolge
- Torschützenkönig der uruguayischen Primera División: 2013/14
- Copa Colombia: 2014